# F.C.オフサイドトーク
F.C.オフサイドトーク（エフ・シー・オフサイドトーク）は、ABCラジオ（朝日放送）のサッカー情報番組である。原則として毎週月曜日の生放送であるが、放送時間は時期によって異なる。
2013年3月25日までは、独立番組として、毎週月曜日の21:20 - 21:50に放送。番組開始から2007年3月までは、突撃!!オフサイドトーク（とつげき!!オフサイドトーク）というタイトルで不定期に放送されていた。2013年4月1日からは、スポーツ生ワイド番組『Monday! SPORTS - JAM』（毎週月曜日19:30 - 21:15）に内包される。

## 番組概要

### 独立番組時代
ABCラジオでは、Jリーグの創生期（1993 - 94年頃）に、NRN・ニッポン放送を幹事局としたJリーグ中継 と、月1回のペースでサッカー情報番組を放送。その番組を発展させる形で、「突撃!!オフサイドトーク」として放送を開始した。
「突撃!!オフサイドトーク」時代から2009年の最終放送（12月28日）までは、小縣裕介（朝日放送アナウンサー）がパーソナリティを担当。当初は小縣だけで進行していた。2004年4月から2007年9月までは、当時関西を中心に女優として活動していた水野麗奈も進行役として出演。2007年10月から2010年7月12日までは、水野に代わって、関西を中心にMCタレントで活動する武村陽子がアシスタントを務めていた。2008年5月からは、山野孝義（スカパー・NHKのサッカー解説者、サッカー指導者、元サッカー日本代表DF）が、「御意見番」（準レギュラー）として隔週ペースで登場している。
2010年1月からは、小縣の後輩アナウンサー・高野純一がパーソナリティを担当。同年7月27日の放送からは、大阪を拠点に活動するモデルの福原歩が、武村に代わってアシスタントを務めている。
なお、2009年11月2日からは公式携帯サイトを開設。番組内で関西のJリーグ選手へのインタビューを放送した場合には、放送終了後にその音源を有料で配信している。さらに、同年10月からは、当番組の出演者・スタッフでフットサルチームを設立。2011年からは、秋季（10月〜11月）の放送で、リスナーに向けて「スポーツの秋にサッカーをやろう」というキャンペーンを展開している。

### 生ワイド番組の内包コーナーへ
ABCラジオでは2013年4月の番組改編から、自社制作による月曜夜間のスポーツ情報番組（当番組および『これぞ!Bs魂 〜気になるオリックス・バファローズ〜』（以下『これぞ!Bs魂』と略記）『ジョッキールーム』）の放送枠を、コンプレックス形式によるスポーツ生ワイド番組『Monday! SPORTS - JAM』に再編。同年4月1日からは、『Monday! SPORTS - JAM』の内包コーナーとして、当番組を20時台の前半に放送する。

### 放送時間
レギュラー放送化以降の放送時間のみ詳述。2008年3月までは、月1回のペースで、月曜日20:00 - 20:30に放送されていた（8月・10月は放送を休止）。
- 2008年4月 - 2011年11月14日　毎週月曜日20:30 - 21:00
  - プロ野球交流戦の中継や特別番組などで放送が休止される場合には、休止前後の週に放送枠を20:00 - 21:00に拡大した「1時間スペシャル」を編成。その場合には、前番組の『オン・ザ・ターフ!』（2010年4月以降は『ジョッキー・ルーム』）を休止するなどの措置を取っていた。
  - 2010 FIFAワールドカップ期間中には、日本戦の開催日に、ラジオの実況中継（ニッポン放送やTBSラジオからのネット受け）をはさむ形で『F.C.オフサイドトークスペシャル』を放送した。
- 2011年11月21日 - 2012年9月　毎週月曜日21:15 - 22:00
  - 21:30 - 22:00に特別番組枠（『月曜スペシャル2』）を入れた場合や、月曜日に『ABCフレッシュアップベースボールスペシャル』としてプロ野球のナイトゲームを中継した場合には当番組の放送時間を短縮。
- 2012年10月 - 2013年3月25日　毎週月曜日21:20 - 21:50
  - 当番組の直前で『清水次郎の虎たま』（2011年度からのナイターオフ番組）を再開。さらに、それまで当番組の前枠（21:05 - 21:12）で放送してきた『サウンドトラベル』（ニッポン放送制作）を（火 - 金曜日放送分を含めて）後枠（21:50 - 22:00）へ移動させた関係で、1年振りに30分番組へ戻った。

### 放送内容
当番組では主に、関西のJリーグチーム（2013年度はガンバ大阪、セレッソ大阪、ヴィッセル神戸、京都サンガF.C.）およびなでしこリーグチーム（主にINAC神戸レオネッサ）に関する情報や、放送前週（休止期間をはさんだ場合には期間中）の試合のダイジェストを紹介している。また、山野自身が（当番組のチームとは別に）フットサルのチームを主宰している関係で、フットサルの話題・大会情報を取り上げることもある。
関西のJリーグチームについては、トップチームからユースチームに至るまで、時間の許せる限り情報や公式戦の結果を幅広く紹介している。関西地方でJリーグの公式戦・プレシーズンマッチを開催する場合や、関西のJリーグチームが日本国内で春季キャンプを実施する場合には、出演者やディレクターが選手へのインタビューを随時実施。インタビュー音源の一部を放送で流している。
山野が出演する場合には、スカパーのサッカー中継で解説を担当した試合を振り返る。武村がレギュラーで出演した時期には、サッカーの戦略やサッカー選手の心理などについて、初心者の武村を質問攻めにすることもあった。
Jリーグの休止期間中には、関西のチームに縁のあるサッカー選手や、サッカーファンのタレントが事前収録のインタビューやスタジオに出演。選手の本音に迫るトークや、サッカー取材・観戦のこぼれ話を展開している。

### 番組スポンサー
2009年の途中からは、スカパーがスポンサーに付いた関係 で、当番組の出演者による同局のサッカー中継・情報番組のインフォマーシャルをジングル代わりに放送。同局の関係者も、不定期で登場する。
一時はリリオネットもスポンサーに名を連ねていたが、2012年4月からはスカパーの単独提供に戻った。『Monday! SPORTS - JAM』でも、当番組のコーナーにのみ、スカパーが引き続きスポンサーに付いている。

## 出演者
◎：出演時点で朝日放送（2018年4月以降は朝日放送テレビ）のスポーツアナウンサー

### レギュラー（進行役）
- 福原歩（放送上のニックネームは「あゆちゃん」、独立番組時代の2010年7月27日から出演）
  - ジャパンモデルエージェンシー所属のモデルで、滋賀県出身。当番組では、選手やサッカー関係者へのインタビューも務める。
  - 独立番組時代にはアシスタントとして出演。『Monday! SPORTS - JAM』では、前川美奈（独立番組時代の『これぞ!Bs魂』パーソナリティ）と共に、全編のパーソナリティを務める。前川が降板した2013年12月以降は単独でパーソナリティを務め、2014年12月29日まで出演した。

### 準レギュラー
- 高野純一◎（独立番組時代の2009年10月から出演）
  - 学生時代にサッカーのゴールキーパーを務めた経験から、当番組のフットサルチームに参加。その縁で、フットサル大会やユースサッカー大会のリポーターとして登場するようになった。
  - 2010年1月1日放送の特別番組『F．C．オフサイドトーク　新春スペシャル〜播戸と安田とゆかいな仲間たち〜』（後述）から2013年3月25日まで、独立番組としては最後のパーソナリティを担当。『Monday! SPORTS - JAM』では、先輩アナウンサー・山下剛（独立番組時代の『ジョッキー・ルーム』最終パーソナリティ）と交互に、ナビゲーターとして全編に出演。2015年3月23日まで担当した。
  - スポーツアナウンサーとしては、Jリーグ公式戦やユースサッカー大会の実況も務める。2010 FIFAワールドカップの期間中には、ABCアナウンサーの代表として現地（南アフリカ）へ派遣。当番組をはじめ、同局のテレビ・ラジオ番組へ電話・中継レポートを送っていた。
- 山野孝義（放送上のニックネームは「サッカー三昧の山野」、独立番組時代の2008年5月12日から出演）
  - 「1時間スペシャル」のゲストとして初登場。関西のJリーグチーム・選手やサッカー日本代表を、大阪弁で熱く叱咤激励する。

#### 独立番組時代に出演
- 小縣裕介（放送上のニックネームは「ガッチ」、番組開始当初から2009年12月28日まで出演）
  - 休日に地元の草サッカーチームでプレーするほどのサッカー好き。当番組のオープニングトークで、その経験を披露することがあった。
  - 2009年8月24日には、第91回全国高等学校野球選手権大会決勝戦（中京大中京対日本文理）のテレビ中継で実況を担当してから、当番組の生放送にも出演した。
  - 2009年9月14日からは、ABCテレビ夕方のニュース番組『NEWSゆう+』に、月〜金曜のメインキャスターとして出演。当番組への出演も続けていたが、2010年から報道担当に専念するため降板。ただし、2010 FIFAワールドカップの期間中に、高野の代役として当番組で一時的にスタジオ進行を担当した。同番組終了後の2012年度からスポーツ担当に復帰。
- 水野麗奈（月1回放送時代の2004年4月〜2007年9月）
- 枝松順一（小縣の代役として出演）
- 武村陽子（放送上のニックネームは「タケコ」、2007年10月〜2010年7月12日）

#### 『Monday! SPORTS - JAM』 への内包後から出演
以下の3名は『Monday! SPORTS - JAM』パーソナリティとして出演。
- 前川美奈（2013年4月1日 - 11月25日）
- 瀧山あかね（2015年1月5日 - 2016年9月19日）
- 和田ちゃん（女と男、2016年9月26日 - ）

以下の3名は『Monday! SPORTS - JAM』ナビゲーターとして出演（高野も含めて原則交互に1名のみ担当）。
- 山下剛◎（2013年4月1日 - 2016年9月。以降は『ジョッキー・ルーム』専任となったため担当していない）
- 平岩康佑◎（2014年10月 - ）
- 北條瑛祐◎（2015年3月30日 - ）

#### 備考
- 高野・福原は、『ニッカン・ザ・ライブ』（ABCラジオで2011年度からナイターオフ期間の土曜日に放送中のスポーツ情報番組）でも、パーソナリティとアシスタントを務めている。
- 2010年には、高野が取材などでスタジオに出演できない場合に、後輩アナウンサーの横山太一が進行を担当。不定期で当番組の取材も担当していた[3]。2012年12月3日放送分からは、後輩アナウンサー・平岩康佑[4] が、不定期で取材リポートを担当していたが、2014年10月からはナビゲーターの一人としてスタジオでの進行も担当している。

## 主なコーナー
- ピックアップ・マッチ
  - Jリーグや天皇杯の期間中に放送。放送前週（休止期間をはさんだ場合には休止前週）の試合から、関西のJリーグチームにとって重要な1試合を取り上げる。山野による解説や、パーソナリティによる選手インタビューが入ることが多い。
  - 時期によっては、開催地や試合の種類を問わず、放送前日までにあったサッカー日本代表の試合内容を振り返ることもある。
- オフサイトト（ほぼ毎回放送、『Monday! SPORTS - JAM』でもコーナー企画として継続）
  - リスナー参加の予想コーナー。放送週（休止期間をはさむ場合には期間中）に予定されている関西のJリーグチームやサッカー日本代表の試合から、ある数字（試合のスコアと勝敗、ゴールやシュートの総数など）
- サッカー三昧山野　勝負は1対1や!（不定期で放送）
  - 2010年1月18日から放送を開始した山野のスペシャルコーナー。関西のサッカー関係者に対して、山野が事前収録で1対1形式のインタビューを敢行した際の模様を放送する。

## 出演機会が多いJリーグ関係者
2013年3月現在
- ガンバ大阪：遠藤保仁
- セレッソ大阪：播戸竜二（2009年シーズンまでガンバに所属）
- 海外移籍組：香川真司（セレッソ→ボルシア・ドルトムント→マンチェスター・ユナイテッド）、安田理大（ガンバ→エールディヴィジ・フィテッセ）、乾貴士（横浜F・マリノス→セレッソ→VfLボーフム）

### 備考
- Jリーグのシーズン中にも、折に触れてJリーグ関係者と随時電話をつないだり、関西のチームから他地方のチームへレンタル移籍中の選手が出演したりすることがある。大久保嘉人（2013年から川崎フロンターレに所属）はセレッソ大阪・ヴィッセル神戸に在籍した時代、秋田豊（2013年からFC町田ゼルビア監督）は京都サンガの選手・コーチ・監督時代にたびたび登場していた。
- 2011年1月27日に放送された『報道ステーション』（テレビ朝日系列、ABCテレビでも放送）のスポーツコーナー「SPORTS STATION」では、香川がサッカー日本代表として出場したAFCアジアカップ2011準決勝・韓国戦で右第5中足骨を折っていたことを報じた際に、2009年に当番組へ出演した際に撮影した映像から（過去に経験した）右足の骨折について放送で語っていたシーンを「資料映像」として紹介した。ちなみに、香川がドルトムントで最初のシーズンを終えた後の2011年6月27日・7月4日にも、当番組では香川をスタジオに招いてのインタビューの模様を放送した。
- 播戸は、ガンバの前に所属していたヴィッセル時代から定期的に出演。2010年1月1日には、2人を中心にした特別番組『F．C．オフサイドトーク　新春スペシャル〜播戸と安田とゆかいな仲間たち〜』がABCラジオで放送された。この番組は、2011年にも1月3日（月曜日）に、当番組の1時間スペシャルとして復活。安田がオランダから一時帰国した後の同年12月30日（金曜日）にも、『F.C.オフサイドトーク 特別編〜播戸と安田の集まれ愉快な仲間たち!!〜』とのタイトルで放送されている。
- リリオネットがスポンサーに付いていた時期には、当番組限定でに放送される同社のCMに、播戸・宇佐美貴史（出演時点でガンバ→バイエルン・ミュンヘン）・家長昭博（出演時点でガンバ→大分トリニータ→セレッソ→RCDマヨルカ）が交互に出演。安田がガンバに在籍していた時期には、当時同球団に所属していた弟・安田晃大とともに、「やすだやすだ」と称してCMで兄弟ならではの掛け合いを披露していた。

## 過去に出演した著名なサッカーファン・関係者
- 山本佳司（滋賀県立野洲高等学校サッカー部監督）
- 佐野友章（関西大学第一高等学校サッカー部監督）
- 中西哲生
- 水沼貴史
- 木村和司（横浜F・マリノス監督退任後の2012年から不定期でスタジオに出演）
- 名波浩
- 日々野真理
- ゴスペラーズ・村上てつや
- 山口リエラ（山口リエ改め）
- 高野直子（出演当時はABCアナウンサー）
- 小倉弘子（TBSアナウンサー）
- 島崎俊郎
- 宮沢ミシェル
- 白石美帆
- LONG　SHOT PARTY（スカパーJリーグ中継の2009年度オフィシャルソングを歌う縁で出演）